# Редупликация в русском языке
Редупликация в русском языке — средство организации слова или отдельных форм слова, способ словообразования, служит для различных видов интенсификации значения. По мнению авторов научных работ, редупликаты русского языка можно в общем разделить на две обширные группы:
- полные;
- неполные (частичные).

По мнению лингвистов, для русского, языка синтетического строя, редупликация менее характерна, чем для других языков.

## Полная редупликация

### Слова-повторы
В русском языке можно услышать такие выражения, как «я только-только пришёл» или «очень-очень», или «синий-синий». Это примеры полной редупликации. Цель такого способа словообразования состоит в том, чтобы усилить эффект подаваемой информации, а также увеличить значимость описываемого явления. Таким способом можно создать редупликат практически из любого слова, относящегося к знаменательным частям речи.

### Звукоподражания
Особую группу слов, образованную путём полного повторения основы, составляют звукоподражания. Например, кап-кап, тук-тук, буль-буль, дзинь-дзинь. Такой же способ образования слов прослеживается в описании голосов животных: ква-ква, ку-ку, му-му, чик-чирик.

## Неполная редупликация
В научной статье «Редупликация в современном русском языке» даётся следующее значение этому понятию:
Неполная редупликация – это фономорфологическое явление, состоящее в удвоении производящей основы с фонетическими или морфемными изменениями.
Классификация неполной, или частичной, редупликации — более сложная задача, по мнению учёных-лингвистов. Неполную редупликацию делят на две группы, которые, в свою очередь, имеют подтипы.

### Дивергентная
С изменением звукового состава
- изменение гласного звука во втором компоненте редупликата (пиф-паф, тик-так, фик-фок).
- изменение согласного звука во втором компоненте редупликата (тяп-ляп, шуры-муры, супер-пупер).

### Осложнённая
- с дополнительным использованием аффикса в одном из компонентов редупликата (перво-наперво, цап-царап, давным-давно);
- с усечением основы компонента редупликата (баю-бай, иго-го, улю-лю).

## Эхо-редупликация
В современном русском языке встречается эхо-редупликация, её относят к тюркскому типу (дупликация на «м», или м-редупликация). Примерами таких слов являются: «шашлык-машлык», «гоголь-моголь». Другие проявления этого типа редупликации включают шм-редупликацию («фонды-шмонды», «танцы-шманцы»), происходящую из идиша, а также ху-редупликацию (на основе обсценной лексики: «улица-хуюлица»), которая обычно имеет уничижительное значение. Примеров такой редупликации не очень много, но они встречаются в тех русскоязычных областях, где имеется контакт с тюркскими языками. В литературном русском языке она не очень распространена.
Классический пример:
И уроком поздних лет
Прогремел его обет:
«К богу-могу эту куклу!
Девы-мевы, руки-муки,
Косы-мосы, очи-мочи!
Голубая Волга – на!
Ты боярами оболгана!Велимир Хлебников, поэма «Уструг Разина»

## Аффиксация
Особенностью русского языка является синонимическая аффиксальная редупликация, при которой корень может приобретать два производных суффикса или префикса, разные, но с той же семантикой, с соответствующим усилением значения. И, прежде всего, это связано с указанием на уменьшение, а также выражением отношения, эмоций, экспрессии — используется так называемая диминутивная лексика. Диминути́в (от лат. deminutus «уменьшенный»), уменьшительная форма — слово или форма слова, передающие субъективно-оценочное значение малого объёма, размера и тому подобное, обычно выражаемое посредством уменьшительных аффиксов. Например,
- «Подруга» → «подружка» → «подруженька». Здесь «г» → «ж» является примером согласной мутации, а «-к-» и «-ень-» являются двумя уменьшительно-генерирующими суффиксами. Подобное словосочетание особенно применимо для такого имени, как Екатерина → «Катя» → «Катюша» → «Катюшенька» → «Катюшечка».
- «Забыть» → «призабыть» (забыть на некоторое время) → «попризабыть»

## В литературе
Повторы свойственны особенно детской речи и связано это с процессом овладения связи речи с ритмикой, рифмовым созвучием. По мнению некоторых учёных, склонность к ритму, рифме является врожденной, генетически обусловленной особенностью восприятия.
Авторы детских книжек Корней Чуковский и Самуил Яковлевич Маршак часто использовали повторы в своих произведениях. Большинство детских песен, считалок, дразнилок включают повторы, например, «эники-беники ели вареники, эники-беники бац», «тили-тили тесто, жених и невеста».